# رجل الحادث 2
رجل الحادث 2 (بالإنجليزية:  2Accident Man)‏ هو فيلم إثارة وحركة بريطاني من إخراج جيسي جونسون سنة 2018، وبطولة كل من سكوت آدكنز

## طاقم التمثيل
- سكوت آدكنز
- راي ستيفنسون
- جواد رامزاني
- پری بنسون
- سارا چنگ
- فلامینیا سینک
- بیو فاولر

## روابط خارجية
- رجل الحادث 2 على موقع IMDb (الإنجليزية)
- رجل الحادث 2 على موقع ميتاكريتيك (الإنجليزية)
- رجل الحادث 2 على موقع روتن توميتوز (الإنجليزية)
- رجل الحادث 2 على موقع أول موفي (الإنجليزية)
- رجل الحادث 2 على موقع فيلمافينيتي (الإسبانية)
- رجل الحادث 2 على موقع قاعدة بيانات الفيلم (الإنجليزية)
- رجل الحادث 2 على موقع ليتربوكسد (الإنجليزية)
- رجل الحادث 2 على موقع كينوبويسك (الروسية)
- https://www.rottentomatoes.com/m/accident_man_hitmans_holiday

1. 1 2 3 4  مذكور في: قاعدة بيانات الأفلام التشيكية السلوفاكية. لغة العمل أو لغة الاسم: التشيكية. تاريخ النشر: 2001.
2. 1 2  مذكور في: قاعدة بيانات الأفلام على الإنترنت. مُعرِّف قاعدة بيانات الأفلام على الإنترنت (IMDb): tt9669176. لغة العمل أو لغة الاسم: الإنجليزية.